# Moritz von Hirsch auf Gereuth
Moritz von Hirsch auf Gereuth (Múnich, Baviera, Confederación Germánica, 9 de diciembre de 1831-Budapest, Imperio austrohúngaro, 21 de abril de 1896) fue un empresario, banquero y filántropo judeo-alemán. Fue uno de los principales impulsores de las colonias judías en América, en especial en Argentina, Canadá y los Estados Unidos; y el principal sostén de la Jewish Colonization Association.
La ciudad de Mauricio Hirsch lleva su nombre en recuerdo de esta tarea colonizadora, así como la colonia agrícola de Villa Clara que recuerda a su esposa. A su vez, fue un colaborador económico del proyecto sionista para la construcción de asentamientos agrícolas en Palestina, actual Israel.

## Infancia y juventud
Moritz von Hirsch nació el 9 de diciembre de 1831 en la ciudad de Múnich, que era capital de Baviera, dentro de la Confederación Germánica. Pertenecía a una familia judía de habla alemana de alto poder adquisitivo, en parte por la fortuna heredada de su abuelo paterno, quien fue incorporado a la nobleza tras contribuir económicamente en la creación de un regimiento bávaro para luchar contra Napoleón I en 1813, y en parte por el trabajo de su padre, Josef von Hirsch, quien se desempeñaba como banquero del rey; es por esto que, en 1869, fue nombrado Barón. Su madre, Caroline Wertheimer de Hirsch, pertenecía a una familia religiosa ortodoxa, procedente de Fráncfort del Meno.

## Homenajes
En la provincia de Buenos Aires, más precisamente en el partido de Carlos Casares, existe una localidad llamada Mauricio Hirsch, que lleva su nombre debido a la gran cantidad de aportes realizados por Hirsch para el crecimiento del área. La Legislatura de la ciudad de Buenos Aires autorizó, mediante la Ley N.º 184, el emplazamiento de un monumento en honor a Hirsch, obra de Hugo Hojman, en la Plazoleta Hirsch, ubicada en intersección de la Avenida Warnes y de las calles Julián Álvarez y Padilla. Sin embargo, debido a los reiterados ataques que sufrió por parte de elementos antisionistas de la zona, finalmente el monumento fue removido. A la fecha de Octubre del 2023, no quedaba ni un solo rastro del homenaje al Baron Hirsch en esa plazoleta.
El 7 de noviembre de 2024 se colocó nuevamente una placa conmemorativa al Barón Hirsch en la plazoleta Hirsch.